# Algérienne des autoroutes
Pour les articles homonymes, voir ADA.
Algérienne des autoroutes (ADA) est une entreprise publique algérienne chargée de l'exploitation du réseau autoroutier algérien.
L'ADA est un établissement à caractère industriel et commercial (EPIC) placé sous la tutelle du ministère des travaux publics et des transports.

## Historique
Algérienne des autoroutes (ADA) a été créé par décret exécutif No 16-79 du 24 février 2016 à la suite de la fusion de l'Agence nationale des autoroutes (ANA) et l'Algérienne de gestion des autoroutes (AGA).
En avril 2024, Said Chouaib succède à Mohamed Khaldi  au poste de directeur général.

## Missions
Elle a notamment pour mission:
- La réalisation des études de conception, de faisabilité, d'avant-projets et d'exécution de tous les travaux ainsi que leur suivi.

- Veiller au respect des règles techniques et normes de conception, de construction, d'entretien et d'aménagement des infrastructures autoroutières en Algérie.

- Le développement de l'ingénierie des ouvrages ainsi que ses moyens de conception et d'études.

- Le contrôle de la qualité de la signalisation et du fonctionnement des équipements des tronçons d'autoroutes et de leurs dépendances.

- L'étude et le développement des systèmes d'entretien des autoroutes en exploitation et leurs dépendances.

- La formation et le perfectionnement du personnel œuvrant dans le domaine des infrastructures.